# Erakovići
Erakovići (cyr. Ераковићи) – wieś w Czarnogórze, w gminie Cetynia. W 2011 roku liczyła 100 mieszkańców.